# Romuald Feja
Romuald Feja (ur. 4 stycznia 1908 w Łodzi, zm. 30 października 1984 w Łodzi) – polski piłkarz grający na pozycji napastnika.
Wychowanek Łódzkiego Klubu Sportowego, który był wierny jego barwom przez całą karierę piłkarską. Napastnik (lewoskrzydłowy), który został najlepszym strzelcem ŁKS-u w premierowej edycji ligowych rozgrywek o mistrzostwo Polski w 1927.